# Bielorussia ai XIX Giochi olimpici invernali
La Bielorussia partecipò ai XIX Giochi olimpici invernali, svoltisi a Salt Lake City, Stati Uniti, dall'8 al 24 febbraio 2002, con una delegazione di 64 atleti impegnati in nove discipline.